# Wyspy Cooka na Letnich Igrzyskach Olimpijskich 1992
Reprezentacja Wysp Cooka na Letnich Igrzyskach Olimpijskich 1992 w Barcelonie liczyła dwóch zawodników. Wystartowali oni w dwóch dyscyplinach: lekkoatletyce oraz podnoszeniu ciężarów.

## Występy reprezentantów Wysp Cooka

### Lekka atletyka
- Mark Sherwin – 100 m odpadł w 1. rundzie czasem 11,53 s, 8. miejsce[1]

### Podnoszenie ciężarów
- Sam Nunuke Pera – do 100 kg – niesklasyfikowany[2]